# Deseronto
Deseronto är en ort i Kanada.   Den ligger i provinsen Ontario, i den sydöstra delen av landet, 170 km sydväst om huvudstaden Ottawa. Deseronto ligger 96 meter över havet och antalet invånare är 1 897.
Terrängen runt Deseronto är platt. Närmaste större samhälle är Greater Napanee, 9,7 km nordost om Deseronto. 
Omgivningarna runt Deseronto är en mosaik av jordbruksmark och naturlig växtlighet. Runt Deseronto är det glesbefolkat, med 13 invånare per kvadratkilometer.